# Полецкий, Сергей Иванович
Серге́й Ива́нович Полецкий (1907—1945) — полковник Рабоче-крестьянской Красной Армии, участник Великой Отечественной войны, Герой Советского Союза (1945).

## Биография
Сергей Полецкий родился 25 сентября 1907 года в городе Бендеры (ныне — Молдавия). Окончил среднюю школу. В 1927 году Полецкий был призван на службу в Рабоче-крестьянскую Красную Армию. В 1931 году он окончил Одесскую артиллерийскую школу. После его окончания 8 лет служил в Ульяновске в должностях от командира взвода до начальника штаба артполка. 
С начала Великой Отечественной войны — на её фронтах.
К весне 1945 года гвардии полковник Сергей Полецкий командовал артиллерией 16-го гвардейского стрелкового корпуса 11-й гвардейской армии 3-го Белорусского фронта. Отличился во время штурма Кёнигсберга и Пиллау. Под его руководством корпусная артиллерия успешно вела огонь на подступах к этим городам и на их улицах. В числе первых переправился через реку Прегель, находился всё время на передовой. В тех боях Полецкий получил тяжёлое ранение.
Указом Президиума Верховного Совета СССР от 5 мая 1945 года за «умелое командование корпусной артиллерией, образцовое выполнение боевых заданий командования на фронте борьбы с немецкими захватчиками и проявленные при этом мужество и героизм» гвардии полковник Сергей Полецкий был удостоен высокого звания Героя Советского Союза. Орден Ленина и медаль «Золотая Звезда» он получить не успел, так как скончался от полученных ранений 15 мая 1945 года. Смертельное ранение получил 22 апреля 1945 года в районе г.Пиллау от одного вражеского снаряда вместе с командиром 16 гв.стр.корпуса генерал-майором Гурьевым Степаном Савельевичем и нач.отдела контрразведки СМЕРШ 16 гв.стр.корпуса подполковником Крымовым Леонидом Сергеевичем. Гурьев и Крымов были убиты. Похоронен на калининградском мемориале «1200 гвардейцев».

## Награды
Был также награждён двумя орденами Красного Знамени, орденом Суворова 2-й степени, двумя орденами Красной Звезды.

## Память
- В честь Полецкого назван город Полесск (до 1946 года — Лабиау, нем. Labiau) — город в Калининградской области России, административный центр Полесского района[3].
- Названы улицы в Калининграде, Тирасполе и Полесске, а также назван населённый пункт Палецкий городок Балтийского района Калининградской области[2].
- На Гвардейском проспекте в Калининграде, у обелиска в память павшим в боях с врагом и отдавшим свою жизнь, рядом со скульптурным бюстом С. С. Гурьева установлен бюст С. И. Полецкого[3].
- На Торжественной стене у Обелиска «30 лет Победы» Ульяновска есть Имя С. И. Полецкого.
- Имя С. И. Полецкого присвоено Бендерской средней школе № 7 (1967 год)[4].
- К 110-й годовщине со дня рождения Героя Советского Союза в Приднестровье выпущена памятная монета из серебра 925-й пробы[4].
- 23 августа 2020 года в торжественной обстановке на площади Героев города Бендеры был открыт бюст Героя Советского Союза Сергея Ивановича Полецкого[4].

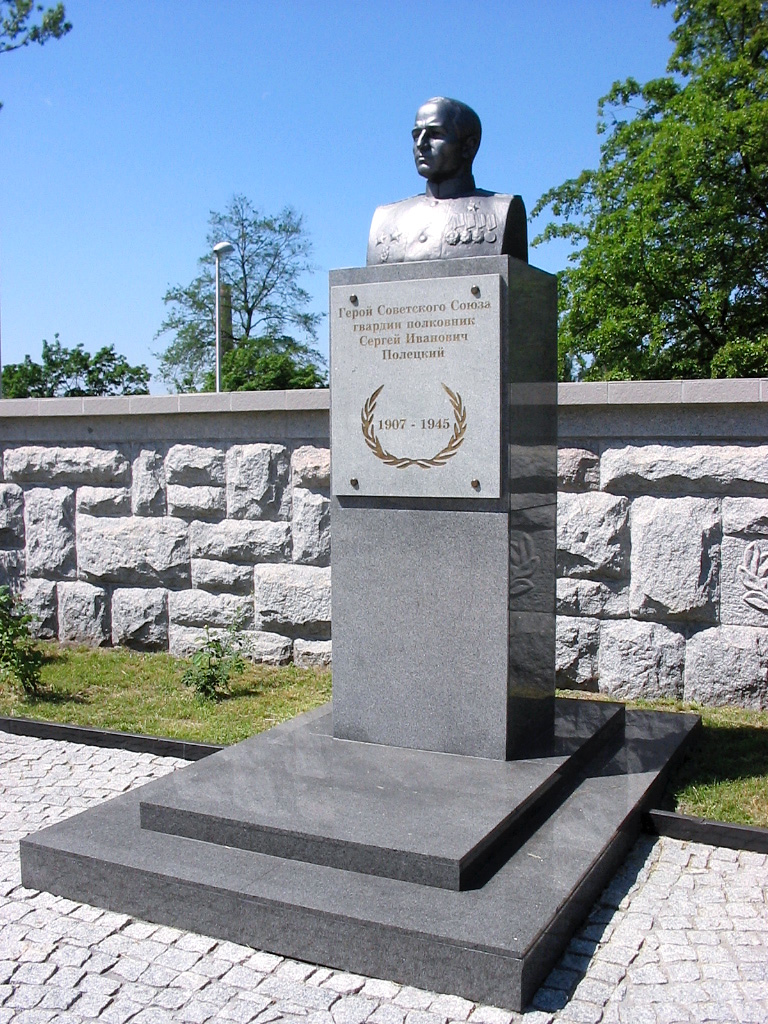
Бюст Полецкому С. И.
Торжественная стена с именем Героя (Ульяновск).